# 1990 en Ontario
Chronologie de l'Ontario
- 1986
- 1987
- 1988
- 1989
- 1990
- 1991
- 1992
- 1993
- 1994

Cette page concerne des événements d'actualité qui se sont produits durant l'année 1990 dans la province canadienne de l'Ontario.

## Politique

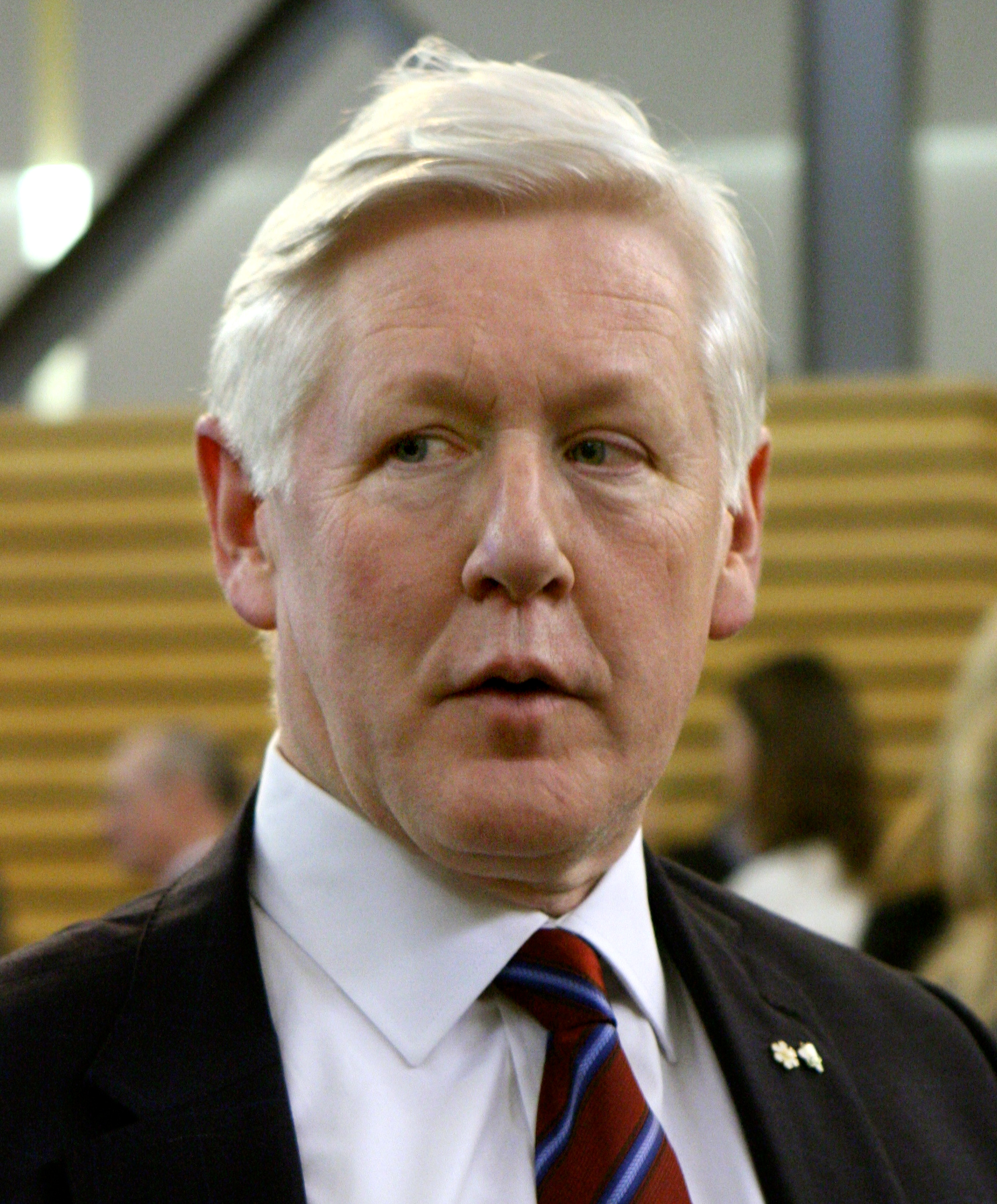
Bob Rae, 21e Premier ministre de l'Ontario

- Premier ministre : David Peterson du parti libéral de l'Ontario puis Bob Rae du parti néo-démocrate de l'Ontario.
- Chef de l'Opposition :
- Lieutenant-gouverneur :
- Législature :

## Événements

### Janvier
- 30 janvier : la ville de Sault-Sainte-Marie adopte une résolution se déclarant unilingue anglaise. Elle veut ainsi protester contre la loi 178 du gouvernement québécois Robert Bourassa.

### Février
- 6 février : vingt-sept municipalités, dont Thunder Bay, se déclarent à leur tour unilingues anglaises[1].

### Mars
- 16 mars : le député du Parti libéral ontarien de la circonscription provinciale de Ottawa-Sud Dalton McGuinty Senior meurt à l'âge de 63 ans alors qu'il était en fonction de sa circonscription.

### Septembre
- 6 septembre : élection générale en Ontario - le gouvernement du Parti libéral est défait par le NPD ontarien et Bob Rae succède à David Peterson au poste de Premier ministre.

## Décès
- 7 janvier : Bronko Nagurski, joueur de football (° 3 novembre 1908).
- 16 mars :
  - Harry Oliver Bradley, député fédéral de Northumberland (1962-1963) (° 24 novembre 1929).
  - Dalton McGuinty (père), professeur et homme politique ontarien (° 13 août 1926).
- 22 mars : Gerald Bull, ingénieur (° 9 mars 1923).
- 11 avril : Harold Ballard, propriétaire majoritaire des Maple Leafs de Toronto ainsi que de leur aréna le Maple Leaf Gardens et des Tiger-Cats de Hamilton (° 30 juillet 1903).
- 18 juillet : Johnny Wayne, scénariste, acteur et compositeur (° 28 mai 1918).
- 25 août : Morley Callaghan, écrivain (° 22 février 1903).
- 11 septembre : Lela Brooks (en), patineur (° 7 février 1908).
- 22 octobre : Carl Klinck (en), historien de la littérature et universitaire (° 24 mars 1908).
- 30 octobre : Craig Russell, acteur (° 10 janvier 1948).